# Bartolomé de la Cueva y Toledo
Bartolomé de la Cueva y Toledo (Cuéllar, 24 de agosto de 1499 - Roma, 30 de junho de 1562) foi um cardeal espanhol, que estava prestes a ser eleito Papa no conclave que elegeu Pio IV. Ele foi um grande defensor da Companhia de Jesus, ao qual pertencia e era muito ligado com o fundador, Santo Inácio de Loyola, com qual tinha grande amizade.

## Biografia
Bartolomé nasceu em Cuéllar, diocese de Segóvia. Filho de Francisco Fernández de la Cueva, segundo duque de Alburquerque, e Francisca de Toledo. Seu sobrenome também é listado como Queva; e como Gueva. Outro cardeal da família foi Alfonso de la Cueva-Benavides y Mendoza-Carrillo (1622).
Quando era jovem e antes de receber as ordens sagradas, teve um filho ilegítimo, Bartolomé de la Cueva. Clérigo da diocese de Segóvia. Trabalhou para a Sé Apostólica na Espanha. Junto com seu irmão Luis, acompanhou o Sacro Imperador Romano Carlos V à Itália em 1529. Não se sabe quando foi ordenado sacerdote. Cônego do capítulo da catedral de Toledo.
Cueva y Toledo foi criado cardeal-presbítero no consistório de 19 de dezembro de 1544; recebeu o chapéu vermelho e o título de S. Matteo em Merulana em 5 de maio de 1546; ele residia habitualmente na corte papal em Roma. Carlos V, irritado porque Pedro Pacheco, bispo de Pamplona, não havia sido elevado ao cardinalato, proibiu os três prelados espanhóis promovidos neste consistório de usar o hábito cardinalício até que o bispo Pacheco também fosse nomeado cardeal um ano depois. Não participou do Concílio de Trento, mas acompanhou de perto seus procedimentos por meio do advogado do cardeal Marcello Cervini, que o manteve informado. Manteve uma estreita amizade com Inácio de Loyola, fundador da Companhia de Jesus e futuro santo; juntou-se à Sociedad de la Gracia, fundada por Loyola em 1543 na igreja de S. Marta em Roma; por sua iniciativa, a primeira igreja jesuíta foi construída sob a direção de Michelangelo Buonarroti em 1554.
Nomeado administrador de Avellino e Frigento, 12 de setembro de 1548; renunciou à administração em 10 de março de 1549. Consagrado bispo em 8 de junho de 1549, vigília de Pentecostes, Roma, pelo cardeal Juan Álvarez de Toledo, O.P., bispo de Burgos. Participou do conclave de 1549-1550, que elegeu o Papa Júlio III. Optou pelo título de S. Bartolomeo all'Isola, 4 de dezembro de 1551. Camerlengo do Sagrado Colégio dos Cardeais, 12 de janeiro de 1554 a 7 de janeiro de 1555. Participou do primeiro conclave de 1555, que elegeu o Papa Marcelo II, e do segundo conclave de 1555, que elegeu o Papa Paulo IV. Optou pelo título de S. Croce in Gerusalemme, 29 de maio de 1555. Abade commendatario de Santa María de Párracos, Segóvia. Vice-rei interino de Nápoles, de outubro de 1558 a junho de 1559. Participou do conclave de 1559, que elegeu o Papa Pio IV. Em 1560, foi nomeado por Pio IV para uma comissão de cardeais para a reforma da igreja. Promovido à sé metropolitana de Manfredonia (Siponte), 13 de setembro de 1560.

Cardeal Bartolomé de la Cueva y Toledo faleceu em 29 de junho de 1562, no antigo palácio da família Medici, Roma. Enterrado na igreja de S. Giacomo degli Spagnoli. Mais tarde, seus restos mortais foram transferidos para a capela do mosteiro de San Francisco, Cuéllar, e enterrados no túmulo de sua família. A laje de mármore com seu epitáfio está atualmente na igreja de S. Maria em Montserrato degli Spagnoli.